# SUMO (情報科学)
SUMO（すもう、英：Suggested Upper Merged Ontology）は、多様な情報処理システムのための基盤として意図された上位オントロジー（英語版）である。SUMOは、クラスの階層およびそれに関連する規則と関係を定義する。これらは、LISPに似た構文をもつ高階述語論理であるSUO-KIF言語（英語版）の一つのバージョン、ならびにTPTP言語ファミリーで表現される。WordNetのSynsetからSUMOへのマッピングも定義されている。当初、SUMOはメタレベルの概念（特定の問題領域に属さない一般的な実体）に焦点を当てており、そのことから百科事典の分類スキームに自然に結びつくと想定されていた。現在では、中位オントロジーと数十のドメイン・オントロジーを含むまでに大幅に拡張されている。
SUMOは自動推論エンジンの相互運用性を念頭に構成されている。互換性を最大化するため、論理スキーマ（英語版）設計者は、同一の語（例：「agent」「process」）について、その意味がSUMOと一致するよう自らの命名規則（英語版）を整えるよう努める。SUMOには、オープンソースのSigma知識工学環境（英語版）が付随している。
SUMOは当初Teknowledge Corporationによって開発され、現在はArticulate Softwareが保守している。SUMOはオープンソースであり、最初のリリースは2000年12月であった。